# Карл-Гайнц Рюль
Карл-Гайнц Рюль (нім. Carl-Heinz Rühl, нар. 14 листопада 1939, Берлін) — німецький футболіст, що грав на позиції . По завершенні ігрової кар'єри — тренер.
Виступав, зокрема, за клуб «Кельн».
Володар Кубка Німеччини.

## Ігрова кар'єра
У дорослому футболі дебютував 1963 року виступами за команду клубу «Герта», в якій провів два сезони, взявши участь у 54 матчах чемпіонату.
Протягом 1965—1967 років захищав кольори команди клубу «Дуйсбург».
1967 року перейшов до клубу «Кельн», за який відіграв 3 сезони. Більшість часу, проведеного у складі «Кельна», був основним гравцем команди. У складі «Кельна» був одним з головних бомбардирів команди, маючи середню результативність на рівні 0,4 голу за гру першості. Допоміг команді вийти переможцем розіграшу Кубка ФРН 1968-69, а за рік забив шість голів у тогорічному розіграші Кубка володарів кубків, ставши найкращим бомбардиром змагання. Завершив професійну кар'єру футболіста виступами за команду «Кельн» у 1970 році.

## Кар'єра тренера
Розпочав тренерську кар'єру невдовзі по завершенні кар'єри гравця, 1973 року, очоливши тренерський штаб клубу «Карлсруе СК», з яким пропрацював протягом чотирьох сезонів.
Згодом протягом другої половнини 1977 року працював у Греції з «Арісом».
Пізніше працював на батьківщині з «Дуйсбургом», «Боруссію» (Дортмунд) і «Мюнхеном 1860».
Останнім же місцем тренерської роботи був клуб «Оснабрюк», головним тренером команди якого Карл-Гайнц Рюль був з 1981 по 1983 рік. Після того працював на вищих адміністративних посадах у низці німецьких футбольних клубів.

## Титули і досягнення

### Командні
- Володар Кубка ФРН (1):

«Кельн»: 1968

### Особисті
- Найкращий бомбардир Кубка Кубків УЄФА (1):

1968-69 (6 голів)